# Gunung Kerecieng
Gunung Kerecieng är ett berg i Indonesien.   Det ligger i provinsen Aceh, i den västra delen av landet, 1 700 km nordväst om huvudstaden Jakarta. Toppen på Gunung Kerecieng är 726 meter över havet, eller 73 meter över den omgivande terrängen. Bredden vid basen är 0,21 km.
Terrängen runt Gunung Kerecieng är huvudsakligen kuperad, men söderut är den platt.Runt Gunung Kerecieng är det ganska glesbefolkat, med 45 invånare per kvadratkilometer. I omgivningarna runt Gunung Kerecieng växer i huvudsak städsegrön lövskog.